# Плантад, Шарль-Анри
Шарль Анри Плантад (19 октября 1764, Понтуаз — 18 декабря 1839, Париж) — французский композитор и клавесинист

.

## Биография
В семилетнем возрасте поступил благодаря музыкальным способностям в королевскую школу при Версале. Изучал композицию у Оноре Лангле, также учился игре на виолончели, клавесине и арфе. Впоследствии специализировался на клавесине и стал известным в высшем свете музыкантом, часто игравшим на всевозможных балах, приёмах, аристократических салонах.
В последние годы монархического режима начал писать сразу же получавшие известность романсы. В первой половине 1790-х годов поступил в Опера-Комик, получив звание профессора пения, однако жил при этом в относительной бедности.
В 1799 году был назначен учителем пения в консерватории; одной из его учениц была Гортензия Богарне, ставшая затем его покровительницей. В 1806 году уехал в Голландию, возглавив придворный оркестр, после присоединения страны к Французской империи возвратился в Париж, был назначен руководителем хора Парижской оперы и получил орден Почётного легиона. С 1816 года возглавлял королевскую капеллу. Ушёл из Консерватории в 1828 году; после революции 1830 года, разочаровавшись в жизни, уехал в Батиньоль, но перед смертью возвратился в Париж.
Ему принадлежат соната для арфы, романсы, месса и несколько комических опер, из которых наибольшим успехом пользовались «Palma» (1797) и «Zoé» (1800).
Его сын, Шарль Франсуа Плантад (1787—1870), также стал композитором.